# كازوو سيجيما
كازويو سجيما (و. 1956 - ) هي معمارية يابانية، حصلت عام 2010 على جائزة بريتسكر، بالاشتراك مع ريو نيشيزاوا.

## وصلات خارجية
- كازوو سيجيما على موقع IMDb (الإنجليزية)
- كازوو سيجيما على موقع الموسوعة البريطانية (الإنجليزية)
- كازوو سيجيما على موقع الموسوعة البريطانية (الإنجليزية)
- كازوو سيجيما على موقع مونزينجر (الألمانية)